# Beth Botsford
Elizabeth Anne "Beth" Botsford, född 21 maj 1981 i Baltimore i Maryland, är en amerikansk före detta simmare.
Botsford blev olympisk guldmedaljör på 100 meter ryggsim vid sommarspelen 1996 i Atlanta.